# Kanina (vattendrag i Bulgarien)
Kanina (bulgariska: Канина) är ett vattendrag i Bulgarien.   Det ligger i regionen Blagoevgrad, i den sydvästra delen av landet, 130 km söder om huvudstaden Sofia.
Trakten runt Kanina består till största delen av jordbruksmark. Runt Kanina är det ganska glesbefolkat, med 35 invånare per kvadratkilometer.